# Spirembolus
Spirembolus Chamberlin, 1920 è un genere di ragni appartenente alla famiglia Linyphiidae.

## Distribuzione
Le 41 specie oggi attribuite a questo genere sono diffuse in America del Nord.

## Tassonomia
È considerato sinonimo anteriore del genere Tortembolus Crosby, 1925 e del genere Bactroceps Chamberlin & Ivie, 1945 a seguito di uno studio dell'aracnologo Millidge del 1980.
A giugno 2012, si compone di 41 specie:
1. Spirembolus abnormis Millidge, 1980 — USA, Canada
2. Spirembolus approximatus (Chamberlin, 1948) — USA
3. Spirembolus bilobatus (Chamberlin & Ivie, 1945) — USA
4. Spirembolus cheronus Chamberlin, 1948 — USA
5. Spirembolus chilkatensis (Chamberlin & Ivie, 1947)[3] — USA, Alaska
6. Spirembolus demonologicus (Crosby, 1925) — USA
7. Spirembolus dispar Millidge, 1980 — USA
8. Spirembolus elevatus Millidge, 1980 — USA
9. Spirembolus erratus Millidge, 1980 — USA
10. Spirembolus falcatus Millidge, 1980 — USA
11. Spirembolus fasciatus (Banks, 1904) — USA
12. Spirembolus fuscus Millidge, 1980 — USA
13. Spirembolus hibernus Millidge, 1980 — USA
14. Spirembolus humilis Millidge, 1980 — USA
15. Spirembolus latebricola Millidge, 1980 — USA
16. Spirembolus levis Millidge, 1980 — USA, Messico
17. Spirembolus maderus Chamberlin, 1948 — USA
18. Spirembolus mendax Millidge, 1980 — USA
19. Spirembolus mirus Millidge, 1980 — USA
20. Spirembolus monicus (Chamberlin, 1948) — USA
21. Spirembolus monticolens (Chamberlin, 1919)[4] — USA, Canada
22. Spirembolus montivagus Millidge, 1980 — USA
23. Spirembolus mundus Chamberlin & Ivie, 1933 — USA, Canada
24. Spirembolus novellus Millidge, 1980 — USA
25. Spirembolus oreinoides Chamberlin, 1948 — USA, Canada
26. Spirembolus pachygnathus Chamberlin & Ivie, 1935 — USA
27. Spirembolus pallidus Chamberlin & Ivie, 1935 — USA
28. Spirembolus perjucundus Crosby, 1925 — USA
29. Spirembolus phylax Chamberlin & Ivie, 1935 — USA
30. Spirembolus praelongus Millidge, 1980 — USA
31. Spirembolus prominens Millidge, 1980 — USA, Canada
32. Spirembolus proximus Millidge, 1980 — USA
33. Spirembolus pusillus Millidge, 1980 — USA
34. Spirembolus redondo (Chamberlin & Ivie, 1945) — USA
35. Spirembolus spirotubus (Banks, 1895) — USA, Canada
36. Spirembolus synopticus Crosby, 1925 — USA
37. Spirembolus tiogensis Millidge, 1980 — USA
38. Spirembolus tortuosus (Crosby, 1925) — USA
39. Spirembolus vallicolens Chamberlin, 1920 — USA
40. Spirembolus venustus Millidge, 1980 — USA
41. Spirembolus whitneyanus Chamberlin & Ivie, 1935 — USA

### Specie trasferite
- Spirembolus chera Chamberlin & Ivie, 1933; trasferita al genere Scotinotylus Simon, 1884[1].

### Sinonimi
- Spirembolus orthus Chamberlin & Ivie, 1947 è considerato sinonimo di S. whitneyanus Chamberlin & Ivie, 1935 a seguito di un lavoro dell'aracnologo Millidge del 1980[1].